# Bloch: Das Labyrinth
Das Labyrinth ist ein deutscher Fernsehfilm von Dror Zahavi aus dem Jahr 2013. Es ist die dreiundzwanzigste und vorletzte Episode der Fernsehreihe Bloch.

## Handlung
Nachdem der Versicherungsmathematiker Jens in einer plötzlichen Wutattacke seine schwangere Freundin Andrea geschlagen hat, sodass sie Nasenbluten bekam, beschließen beide, dass sich Jens professionelle Hilfe holen muss. Jens wendet sich an Dr. Maximilian Bloch, zumal er befürchtet, dass seine Gewalttätigkeit früher oder später das noch ungeborene Kind schädigen könnte. Bloch versucht zunächst, die innere Wut Jens’ zu kanalisieren. Beide geben dem Gefühl den Namen „Günther“. Nach einer ersten Sitzung rät Bloch Jens, sich in der örtlichen Diakonie weiterbehandeln zu lassen, da er keine Abendtermine mehr freihabe. Er gibt ihm für Notfälle seine Handynummer, doch als das Telefon am Abend klingelt, ist nicht Jens, sondern Andrea am Apparat. Blochs Lebensgefährtin Clara, die sowieso unter Blochs ständiger Arbeit leidet, reicht es, und sie zieht aus dem gemeinsamen Schlafzimmer aus. Wenig später erkennt Bloch, dass sie und ihr Arbeitskollege Oliver ein Liebespaar sind. Dennoch ist Clara unsicher, zu wem sie sich mehr hingezogen fühlt, und bleibt in der gemeinsamen Wohnung. Die Lage belastet Bloch, doch hat er aufgrund Claras Beziehung nun wieder abends Zeit. Er nimmt Jens in Therapie.
Zu einer zweiten Sitzung kommen Jens und Andrea gemeinsam. Über verschiedene Übungen erkennt Bloch, dass Andrea in der Beziehung der dominante und manipulierende Teil ist. Bloch spielt mit beiden das „Pralinenspiel“, wobei die Pralinen das Verhältnis Kind – Eltern ausdrücken sollen. Als Andrea an der Reihe ist, nimmt sie vier Pralinen, schmeißt sie wild durcheinander und meint, ihre Eltern seien tot und stopft sich drei Pralinen in den Mund. Als Bloch auf die vierte zurückbleibende verweist, schmeißt sie sie wütend zurück in die Schachtel und giftet Bloch an, er würde versuchen, sie und Jens auseinanderzudividieren und verlässt das Zimmer. Bloch geht ihr nach und präsentiert ihr eine Pillenpackung, die sie in seinem Badezimmer vergessen haben müsse. Dem Therapeuten ist klar, dass Andrea die Schwangerschaft nur vortäuscht, um Jens gefügig zu machen. Seine Vermutung teilt er Jens mit. Am nächsten Tag kommt Andrea unangemeldet in Blochs Wohnung. Sie macht ihm in seiner Praxis eindeutige Avancen und versucht ihn zu küssen. Als er sie abwehrt, ruft sie um Hilfe, bis Clara erscheint. Auch wenn Bloch abstreitet, Andrea berührt zu haben, hat Clara zunächst Zweifel – ein Umstand, der Bloch erschüttert. Andrea will Bloch zerstören: Sie zeigt ihn wegen versuchten Missbrauchs an und legt den Fall außerdem der Ethikkonferenz zur Beurteilung vor. Zudem behauptet sie, dass der gewaltsame Übergriff bei ihr zu einer Fehlgeburt geführt habe. Bloch muss seine Praxis vorübergehend schließen. Sein Versuch, Andrea gegenüber klein beizugeben, damit sie die Anzeige zurückzieht, scheitert. Bloch weiß aus den Therapiesitzungen, dass in Andreas Leben neben ihren verstorbenen Eltern eine weitere Bezugsperson aus ihrer Vergangenheit eine Rolle spielen muss. Aus den gerichtlichen Unterlagen entnimmt er, dass sie schon einmal verheiratet war und ihr Ehename „Bickert“ lautete. Er findet ihren geschiedenen Mann, der ihm berichtet, dass Andrea schon immer manipulativ war und in ihrer Ehe zahlreiche Erkrankungen und Schwangerschaften vorgetäuscht hat. Zudem erfährt Bloch, dass Andrea eine jüngere Schwester hat: Die schwerstbehinderte Beatrix lebt in einem von Nonnen geführten Heim und hat seit mehr als sieben Jahren keinen Besuch von Andrea erhalten. Bloch konfrontiert Andrea mit seinen Erkenntnissen – kurz darauf zieht sie ihre Anzeige zurück.
Jens, der vorübergehend bei Bloch untergekommen war, versöhnt sich mit Andrea. Sie will unbedingt ein Kind von ihm und drängt ihn, einer Heirat zuzustimmen. Bloch wird unterdessen von Clara verlassen, die sich in der Auszeit über ihre eigenen Gefühle klar werden will. Bloch lässt Andreas Psyche nicht los. Erneut besucht er Beatrix, die am Vortag Besuch von Andrea hatte und daraufhin die ganze Nacht über geschrien hat. Ein solcher Zusammenhang würde jedoch voraussetzen, dass Beatrix nicht, wie von Andrea behauptet, schon bei der Geburt aufgrund Sauerstoffmangels schwere Hirnschädigungen erlitten hätte. Nur, wer im Leben zuvor schon einmal geschrien hat, kann es auch im schwer kranken Zustand. Bloch findet Fotos, die die junge Beatrix gesund im Arm ihrer Schwester zeigen. Er will bei Andrea über die wahren Hintergründe nachforschen, platzt aber mitten in einen lautstarken Streit zwischen Andrea und Jens. In der Nacht erhält Bloch eine SMS von Jens. Er bittet ihn, nach Andrea zu schauen, da sie sich nicht melde. Tatsächlich findet Bloch Andrea leblos in ihrer Wohnung: Sie hat versucht, sich mit Tabletten das Leben zu nehmen und wird im Krankenhaus gerettet. Auch ihr Selbstmordversuch war inszeniert, so hat sie selbst Bloch von Jens’ Handy aus die SMS geschrieben. Jens ist Andrea dennoch wieder verfallen und wendet sich von Bloch ab.
Clara kehrt zu Bloch zurück und ermutigt ihn, den Fall Andrea zu Ende zu bringen. Kurze Zeit später erhält Andrea eine Nachricht von dem Heim, in dem Beatrix untergebracht ist. Bei ihrem Besuch dort, teilt ihr eine Pflegerin mit, dass Beatrix mit großer Wahrscheinlichkeit nicht behindert, sondern nur schwer krank sei. Mit einer Therapie könne man die junge Frau vielleicht heilen, sodass sie möglicherweise wieder sprechen könne. Andrea eilt in Beatrix’ Krankenzimmer, wo Bloch sie erwartet. Beatrix ist vor ihrer Schwester in Sicherheit gebracht worden und Bloch kann endlich die Wahrheit aus Andrea herauskriegen: Sie hatte im Kleinkindalter mit ihrer Schwester Pferd und Reiter gespielt und dabei den Kopf der Schwester zwei Minuten lang fest in die Kissen gedrückt, sodass sie keine Luft mehr bekam. Ihre Mutter hatte beide Kinder nur kurze Zeit aus den Augen gelassen. Später musste die Mutter sich vor Gericht verantworten, wurde aber nicht verurteilt. Um die eigene Tochter zu schützen, erfand sie, dass Beatrix bereits behindert zur Welt gekommen sei. Andrea fühlt sich für den Tod ihrer Eltern und den Zustand ihrer Schwester verantwortlich, und glaubt, in ihrem Leben nur zerstören zu können. Sie wünscht sich, einmal etwas aufzubauen. Andrea und Jens kommen zu einer letzten Sitzung zu Bloch. Nachdem sie sich verabschiedet haben, geht Andrea zielstrebig allein davon und lässt Jens zurück.

## Produktion
Das Labyrinth wurde vom 28. Februar 2012 bis zum 30. März 2012 in Köln und Bergisch Gladbach gedreht und am 13. März 2013 im Rahmen der ARD-Reihe „FilmMittwoch im Ersten“ zum ersten Mal zur Hauptsendezeit gesendet. Der Film wurde von 4,66 Millionen Zuschauern gesehen, was einem Marktanteil von 14,5 Prozent entspricht. Es ist die vorletzte Folge der Filmreihe Bloch, deren Hauptdarsteller Dieter Pfaff am 5. März 2013 und damit noch vor der Premiere verstarb.

## Kritik
Für den film-dienst war Das Labyrinth ein „ambitioniertes (Fernsehserien-)Drama mit psychologischer Unterfütterung, das routiniert die privaten Befindlichkeiten seines Protagonisten Bloch mit dem komplexen “Fall” verzahnt. “
Die TV Spielfilm vergab für den Film die bestmögliche Wertung (Daumen nach oben) und schrieb: „Psychopuzzle mit Ecken und Topmimen“, „fesselnd wie ein Krimi und hervorragend besetzt.“
Rainer Tittelbach von tittelbach.tv urteilte: „Das Labyrinth“ ist eine 90-minütige Paartherapie, magisch auf Film gebannt, ein Kammerspiel, konsequent ohne Rücksicht auf Zuschauer-Erwartungen, dramaturgisch und inszenatorisch konzentriert, streng komponiert die Cadrage & das Lichtspiel. Ein Glanzstück dieser ohnehin vorbildlichen Reihe. Erschreckend gut: Minichmayr und Striesow. Zum Durchatmen bleibt nur das Distanz schaffende Hintertürchen der beredten Bildsprache.